# 白石昌則
白石 昌則（しらいし まさのり、1969年 - ）は、日本の生活協同組合の職員、元大学生協職員である。
東京農工大学生協（小金井キャンパス・工学部店）に勤務していた際、利用者アンケート用紙「ひとことカード」に書かれた要望や質問に対する、真面目かつウィット溢れる回答で話題となり、『生協の白石さん』のタイトルで書籍も出版された。

## 人物
1969年、東京都昭島市に生まれる。東京都立昭和高等学校を経て、1994年に信州大学経済学部を卒業後、早稲田大学生活協同組合に入協。
2004年、東京農工大学生協職員の業務として、組合員からの要望に対する回答を書いた「ひとことカード」でのやり取りが学生のブログで紹介されて反響を呼び、インターネットを中心に「生協の白石さん」として学外にも知られ、書籍化されてベストセラーになった。また、受け答えをもとにしたCMも放送された。
しかし本人は、広く知られたことで、全く生協のこととは関係のないアンケートが寄せられることが増えてきて困惑している。
2008年11月、人事異動で東京農工大学を離れ、東京インターカレッジコープ渋谷店の店長に就任した。
2009年1月22日までは素顔は非公開だった。書籍のサイン会を開いた際も、顔を出さないことを条件にテレビ局のインタビューに応じた。そのため、サインをもらったファンだけが素顔を知ることになった。直接対面したアンガールズの山根良顕は「白石さんは結構な男前でした」とコメントした。
2009年1月、東京農工大学の広報大使第1号に任命された。その際の記者会見で、今まで非公開とされてきた素顔が公開された。
2013年7月、法政大学小金井キャンパスにある小金井店店長に就任した。
2016年11月、東洋大学白山キャンパスにある白山店店長に就任した。
2021年に大学生協を退職。同年2月21日付で、日本生活協同組合連合会に移籍。単身で大阪に暮らす。2023年3月21日に、渉外広報本部広報部広報グループに配属され東京赴任。

## エピソード
- 2005年10月24日、東京農工大の知名度、好感度を高めたとして同大から感謝状が贈られた[8]。
- 2006年の立教新座中学校の入試問題（国語）に出題された。
- パロディとして、関西テレビ・フジテレビの番組『SMAP×SMAP』でコント「最強の白取さん」が放送された。また、東海ラジオの番組『流石の源石』に「生協の源石さん」というコーナーが存在した。

## 出演
ラジオ
- 渋マガZ（NHKラジオ第1 2009年 - 2011年度）[1]
  - 悩み相談コーナー「こたえて!生協の白石さん」を担当。基本的には録音であるが、白石本人が2回ほど生出演した。

広告
いずれも質問回答者役として回答文のみで出演。
- ソニー・ミュージック「機動戦士ガンダムSEED DESTINY COMPLETE BEST」（2005年）[9]
- 日本たばこ産業「喫煙マナー向上キャンペーン「生協の白石さん編」」（2006年）[10]

## 著書
- 『生協の白石さん』講談社; ISBN 978-4-06-213167-4
2005年11月3日発売。2006年5月時点で発行部数は93万部[10]。
- 『生協の白石さん 木洩れ日』講談社; ISBN 978-4-06-213770-6
2006年12月8日発売。白石さんが作詞・作曲した「木洩れ日」のCDが付属。編曲はmanzo、歌はアンガールズ。
- 『生協の白石さん お徳用エディション』講談社; ISBN 978-4-06-214632-6
2008年4月3日発売。『生協の白石さん』にその後のやりとりから40本を収録した増補版。
- 『生協の白石さんとエコごはん』ソニーマガジンズ; ISBN 978-4-78-973410-3
2009年9月25日発売。東京農工大学広報大使として、エコな料理レシピやソニー・マガジンズに寄せられたエコに関する質問回答等を掲載。
- 『おかえり。5ねんぶりの生協の白石さん』ポプラ社; ISBN 978-4-59-112396-6
2011年3月15日発売。
- 『生協の白石さん 学びと成長』ポプラ社; ISBN 978-4-59-113008-7
2012年7月12日発売。
- 『帰ってきた生協の白石さん』講談社; ISBN 978-4065290354
2023年4月7日発売。